# Нови Каплани
Нови Каплани (на украински: Нові Каплани) е село в южна Украйна, административен център на селски съвет Нови Каплани в Болградски район на Одеска област. Населението му според преброяването през 2001 г. е 688 души.

## Население

### Езици
Численост и дял на населението по роден език, според преброяването на населението през 2001 г.:
| Роден език | Численост | Дял (в %) |
| Общо       | 688       | 100.00    |
| Руски      | 519       | 75.43     |
| Български  | 66        | 9.59      |
| Молдовски  | 56        | 8.13      |
| Украински  | 44        | 6.39      |
| Гагаузки   | 1         | 0.14      |
| Беларуски  | 1         | 0.14      |
| Други      | 1         | 0.14      |